# Fred Durst
William Frederick Durst (nascido Frederick Allen Mayne III; Jacksonville, 20 de agosto de 1970), é um músico, cantor, compositor, diretor de cinema e ator estadunidense. Famoso mundialmente por ser o vocalista, letrista e líder da banda de nu metal Limp Bizkit, formada em 1994.
Desde 2006, Durst se tornou reconhecido por seu trabalho em filmes independentes. Ele co-estrelou o longa-metragem Population 436 e fez sua estreia na direção com The Education of Charlie Banks de 2007. Dirigiu também os filmes The Longshots do ano de 2008 e The Fanatic lançado em 2019. Durst foi classificado entre os 100 melhores vocalistas de nu metal pela Hit Parader.[carece de fontes?] Ele foi listado entre as 19 estrelas mais odiadas da indústria musical pelo portal MSN.

## Início da vida
Frederick Allen Mayne III nasceu em Jacksonville, Flórida, se mudando antes de completar um ano para Orlando e depois Cherryville, Carolina do Norte, sendo rebatizado William Frederick Durst após sua mãe se casar com o policial Bill Durst, pai de seu meio-irmão Cory. Durst se mudou na infância para Gastonia, Carolina do Norte, onde concluiu seu ensino médio, e em seguida voltou para Jacksonville. Entrou para a Marinha americana para impressionar a namorada e o próprio pai, mas após descobrir que o treinamento básico era árduo, desistiu. A partir dali, ele tentou cursar faculdade e se casou, tendo uma filha, Adriana, aos 20 anos de idade. Ao voltar para Jacksonville, ele iniciou uma carreira de tatuador artístico. Durst então confessou, "Estar na Marinha foi como estar na prisão. Cometi o pior erro da minha vida".

## No Limp Bizkit
Durst entrou no Limp Bizkit em 1994, com Sam Rivers e John Otto. Wes Borland entrou logo depois, e DJ Lethal completou o time em 1996, sendo anteriormente do grupo de Hip Hop House of Pain.
O primeiro hit da banda, um cover do sucesso dos anos 80 "Faith", de George Michael, estourou devido a enorme transmissão por parte da MTV, especialmente durante o primeiro ano de Total Request Live. Os outros grandes hits da banda são "Nookie", "Break Stuff", "Re-Arranged", "Counterfeit", "N 2 Gether Now", "Take a Look Around" (da trilha sonora de Missão Impossível 2), "Rollin' (Air Raid Vehicle)", "My Generation" e "My Way". Durst dirigiu a maior parte dos clipes do Limp Bizkit, assim como vídeos do Korn ("Falling Away From Me"), do Deadsy ("The Key to Gramercy Park"), do Cold ("No One"), do Puddle Of Mudd ("Blurry") e do Staind ("It's Been Awhile", "Just Go" e "Home"), entre vários outros.
Durst ficou em 71º lugar na lista de Cem Melhores Vocalistas de Todos os Tempos da Hit Parader.

## Outros interesses profissionais

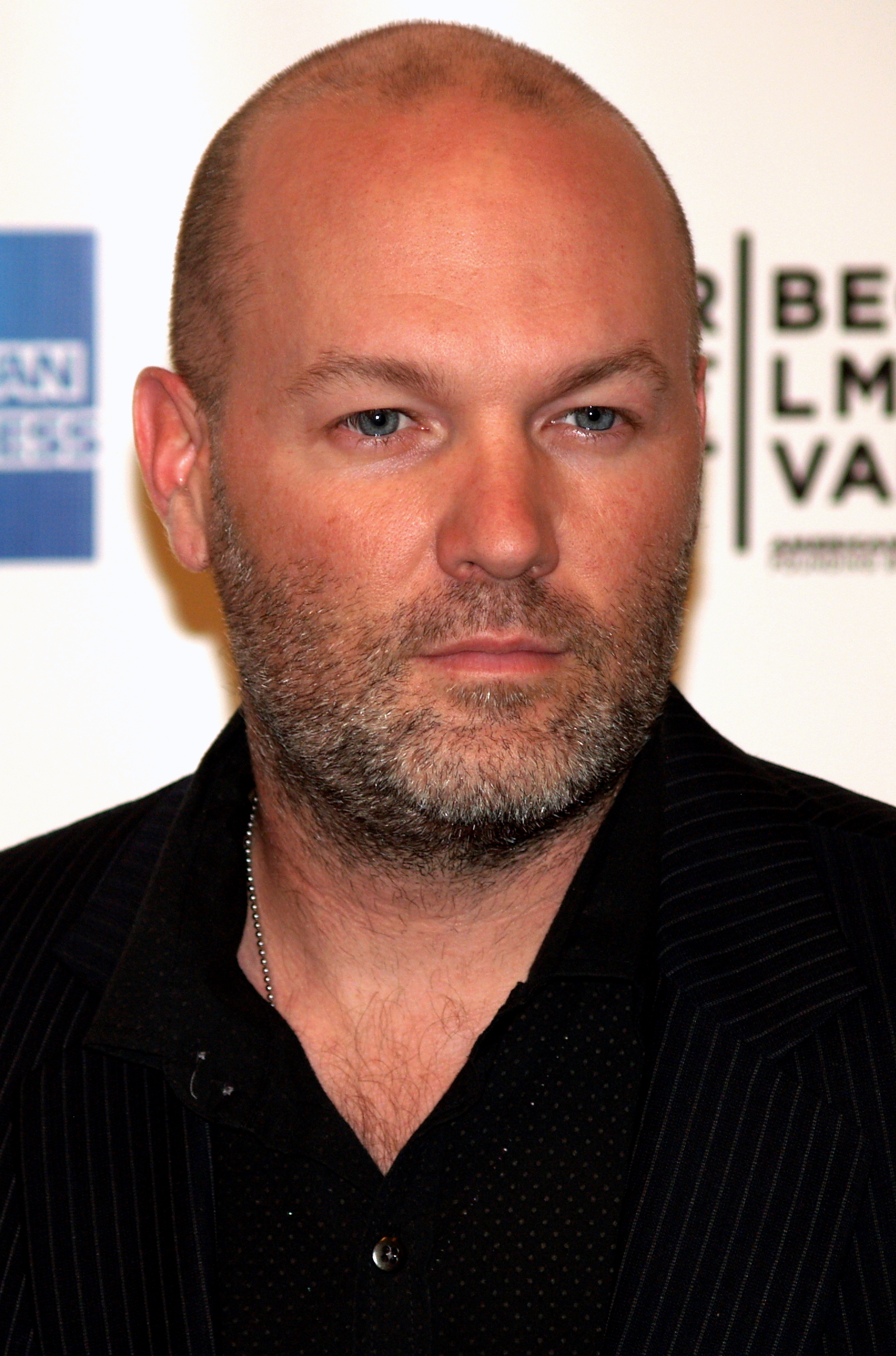
Fred no Festival de Cinema de Tribeca em 2008.

Durst se envolveu com cinema através de um papel secundário na minissérie de 2005, Revelations, interpretando o personagem Odgen. Ele teve um pequeno papel no drama da Fox, House, e ele também estrelou no filme de 2006, Population 436, como o policial Bobby Caine. Durst também preside o seu próprio selo de gravação, Flawless Records, que é uma divisão da Geffen Records. O estúdio assinou com bandas como Puddle of Mudd, The Revolution Smile, Ringside e She Wants Revenge.
Durst fez sua estreia na direção de filmagens em 2007, com o filme The Education of Charlie Banks, estrelado por Jesse Eisenberg, Christopher Marquete, Jason Ritter e Eva Amurri. Tendo recebido críticas mistas na Rotten Tomatoes.
Sua segunda filmagem como diretor, The Longshots, foi lançado em agosto de 2008. Ice Cube e Keke Palmer protagonizam o filme que conta a história real da primeira garota a competir no torneio de futebol Pop Warner.
Em outubro de 2009, Durst fez aparições no talk show Tom Green's House Tonight, usando o seu pseudônimo "Kirby Chitwood".
Em 2019, Durst dirigiu o filme The Fanatic, com John Travolta, que foi um fracasso de crítica e bilheteria. Ele acabou sendo indicado a um Framboesa de Ouro de "Pior Diretor".

## Vida pessoal
Em 1990, Durst se casou com Rachel Tergesen, com quem teve uma filha chamada Adriana (nascida em 3 de junho de 1990). Ele também tem um filho chamado Dallas (nascido em 30 de agosto de 2001) com sua ex-namorada, a dançarina Jennifer Thayer. Em 2009, Fred Durst se casou com Esther Nazarov, mas após três meses, o casal se separou. Em 16 de julho de 2012, Durst se casou com a maquiadora ucraniana Kseniya Beryazina, eles se divorciaram em setembro de 2018.
Durst é bem conhecido por ter se relacionado com algumas mulheres famosas, incluindo: Tara Reid, Jessica Simpson, Alyssa Milano, Carmen Electra, Lauren Holly, Masha Novoselova, Thora Birch, Summer Altice, Tina Barrett, Caprice Bourret, Jaime Bergman e Kimberly Pressler.
Durante os incêndios florestais na Califórnia em 2018, a casa de Durst pegou fogo e ele perdeu a maioria de seus bens. Seu colega de banda, Wes Borland, também perdeu vários equipamentos no incêndio.

## Polêmicas

### Performances ao vivo
Em 1999, alguns especialistas de mídia resolveram caracterizar a performance de "Break Stuff", durante o Woodstock daquele ano, como um fator que contribuiu como instigador da violência e vandalismo ocorridos no festival. Quando os promotores do evento pediram a sua ajuda para acalmar uma situação que já era volúvel, Fred disse à plateia: "Eu não acho que vocês deviam ficar calmos. Estamos em 1999, desgraçados! - Enfiem estes sapatos nos traseiros de vocês!". De acordo com relatórios de especialistas, em resposta à música, os presentes cometeram atos de vandalismo, quebrando tábuas do palco e jogando lixo sobre uma equipe da MTV. Pelo menos quatro mulheres foram estupradas no evento; Um destes crimes sexuais foi relatado, por várias testemunhas, como tendo ocorrido bem em frente ao palco no momento da performance da banda. No show K-Rock (WXRK) Dysfunctional Family Picnic, que ocorreu em 2000, Limp Bizkit e Fred Durst foram criticados no palco por Scott Weiland, do Stone Temple Pilots, por chegarem no mesmo palco com atraso de uma hora. Naquele show, quando Durst chegou ao palco, ele ofendeu furiosamente o cantor da banda Creed, Scott Stapp:
"Eu quero dedicar a próxima música ao vocalista do Creed... Ele é um egomaníaco. É um palhaço de merda, e está agindo nos bastidores como a porra do Michael Jackson. Ele que se foda, e vocês que se fodam também... Se quiserem, haverá uma barraca com travesseiros e cobertores para quando o Creed entrar."
Durante a apresentação do Creed, Stapp respondeu, "É preciso mais coragem para dizer algo na cara de alguém". Durst também foi criticado por seus comentários a respeito da morte da jovem australiana Jessica Michalik, que foi esmagada até a morte durante a apresentação do Limp Bizkit no Big Day Out de 2001, em Sydney. Durst declara que se preocupou com a segurança dias antes do incidente, mas que não foi ouvido. Durst foi gravado ao dizer para a plateia, "Segurança em primeiro lugar, se alguém cair, peguem-no", porém mais tarde foi criticado pelo investigador por comentários "alarmantes e incitantes" durante a tentativa de resgate.
Cerca de uma semana antes do papel secundário do Limp Bizkit no show do Metallica Summer Sanitarium, em 2003, Mancow Muller zombou de Fred Durst no seu programa de rádio, convidando seus fãs para irem ao show com cartazes anti-Durst. Muller sugeriu isto como resposta ao comportamento de Fred Durst, numa competição da Guitar Center, na qual centenas de pessoas foram ao teste musical para eleição do novo guitarrista do Limp Bizkit. Fred chegou atrasado, fez apenas um gesto com um dedo para as pessoas que o esperavam, e logo foi embora. Quando os fãs de Mancow Muller chegaram ao Summer Sanitarium com os cartazes, provocaram abertamente o cantor, enquanto o vaiavam e o atingiam com lixo. Então, Durst irrompeu em vários xingamentos e saiu após apenas 17 minutos de show. Devido a não ter completado o show, Durst foi processado por quebra de contrato.

### Slipknot
Após Durst chamar os fãs de Slipknot de "crianças feias e gordas", Shawn Crahan, um dos percussionistas da banda de mascarados, ameaçou Fred de violência se criticasse seus fãs novamente. O vocalista do Slipknot, Corey Taylor, disse depois em uma entrevista à MuchMusic que ele via Fred como um grande empresário, e não como um artista. Em uma postagem no site do Limp Bizkit, Durst demonstrou má vontade novamente contra o Slipknot. Ele teria dito, "Nós realmente gostamos de Slipknot e estamos muito contentes do ódio que eles têm por nós, pois isso faz a sua música mais pesada, raivosa e verdadeira!". Tal citação irritou Chris Fehn, o outro percussionista da banda de Iowa, que disse que Fred estava com medo do Slipknot.

### Eminem/D12
No início da década de 2000, Eminem foi notificado durante a turnê Anger Management que Everlast, um ex-membro do House of Pain, teria feito ofensas a ele numa música. Everlast declarou que quando cruzou com Eminem no hall de um hotel, foi olhado de forma estranha. Ofendidos com isso, Eminem e D12 rapidamente iniciaram um trabalho em uma música de retaliação, "Quitter". Os amigos de longa data de Eminem da banda Limp Bizkit participariam da música, mas Fred Durst cancelou a participação no último momento. A gravação prosseguiu e foi lançada sem o Limp Bizkit, causando a continuação dos problemas entre Everlast e Eminem. Numa entrevista ao programa Total Request Live, da MTV, um membro do Limp Bizkit que também já fez parte do grupo House Of Pain, DJ Lethal, declarou que se Eminem e Everlast brigassem na vida real, a vitória seria deste último. Isso irritou Eminem, e uma faixa de insultos foi direcionada ao Everlast e ao Limp Bizkit, fazendo parte do debut do D12, Devil's Night: "Girls". Recentemente, as coisas parecem ter se resolvido, e Eminem não tem mais xingado Everlast ou o Limp Bizkit. Contudo, não se sabe se a resolução dos problemas factualmente aconteceu.

### Zakk Wylde
Zakk Wylde, do Black Label Society, declarou que não suporta o Limp Bizkit - e em particular, Fred Durst - não por motivos pessoais, mas porque Wylde critica seu enorme reconhecimento no mundo dos negócios musicais e das fofocas. Às vezes, o músico mostrava sua raiva por Fred Durst e Limp Bizkit em apresentações ao vivo. O álbum ao vivo Alcohol Fueled Brewtality e Boozed, Broozed And Broken Boned tem Wylde gritando "Limp Bizkit sucks dick!" ("Limp Bizkit chupa pênis!") durante a introdução da música "Superterrorizer", o que foi reverenciado pela plateia.

### Sex tape
Em 2005, uma sex tape de Fred Durst fazendo sexo com uma moça desconhecida vazou na internet. O cantor disse que a gravação foi roubada de seu computador e processou dez sites que disponibilizaram o registro.

### Banido da Ucrânia
Em 2015, Durst manifestou interesse em obter um passaporte russo e passar a metade do ano na Crimeia. Ele escreveu uma carta na qual afirmava que Vladimir Putin é "Um grande cara com princípios morais claros e uma pessoa legal". Depois disso, Durst foi proibido pelo Serviço de Segurança da Ucrânia de entrar no país por cinco anos. Logo depois, todas as vendas do Limp Bizkit em território ucraniano foram proibidas.

## Discografia

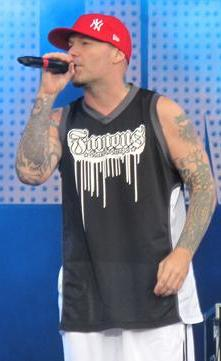
Fred se apresentando com o Limp Bizkit no Sonisphere Festival em 2011.

### Álbuns de estúdio
- Three Dollar Bill, Y'all (1997)
- Significant Other (1999)
- Chocolate Starfish and the Hot Dog Flavored Water (2000)
- Results May Vary (2003)
- Gold Cobra (2011)
- Still Sucks (2021)

### EPs
- The Unquestionable Truth (Part 1) (2005)

### Vídeos
- Greatest Videoz (2005)
- Rock im Park 2001 (2008)

## Filmografia

### Como ator
| Ano  | Título               | Papel              | Nota                                                |
| ---- | -------------------- | ------------------ | --------------------------------------------------- |
| 2001 | Zoolander            | Ele mesmo          |                                                     |
| 2002 | Fastlane             | Ele mesmo          | Episódio: "Pilot"                                   |
| 2003 | Pauly Shore Is Dead  | Ele mesmo          |                                                     |
| 2005 | Revelations          | Ogden              | Minisérie para TV                                   |
| 2005 | Sorry, Haters        | Evan Jealous       |                                                     |
| 2006 | Population 436       | Deputy Bobby Caine |                                                     |
| 2008 | House M.D.           | Bartender          | Episódio: "House's Head" Episódio: "Wilson's Heart" |
| 2009 | Play Dead            | Ledge              |                                                     |
| 2018 | Mostly 4 Millennials | DJ Durst           | Personagem recorrente                               |

### Como diretor
| Título                         | Ano  |
| ------------------------------ | ---- |
| The Education of Charlie Banks | 2007 |
| The Longshots                  | 2008 |
| EHarmony                       | 2014 |
| The Fanatic                    | 2019 |

### Como produtor
| Título               | Ano  |
| -------------------- | ---- |
| Pawn Shop Chronicles | 2013 |

## Videogames
| Ano  | Título                       | Plataforma           | Nota                     |
| ---- | ---------------------------- | -------------------- | ------------------------ |
| 2001 | WWF SmackDown! Just Bring It | PlayStation 2        | Personagem desbloqueável |
| 2002 | WWE Raw                      | Xbox e PC            | Personagem desbloqueável |
| 2004 | Fight Club                   | PlayStation 2 e Xbox | Personagem desbloqueável |